# Dorota Danielewicz
Dorota Danielewicz (* 30. Oktober 1964 in Poznań/Posen), auch Dorota Danielewicz-Kerski und Dorota Kerski, ist eine Schriftstellerin, Journalistin und Kulturmanagerin.

## Leben
Dorota Danielewicz wuchs zunächst in Poznań / Polen auf. Ihre Eltern siedelten im Sommer 1981 nach Deutschland über; die Familie ließ sich in West-Berlin nieder. Nach dem Abitur an der Anna-Freud-Oberschule studierte Danielewicz Slawistik an der Freien Universität Berlin und der Ludwig-Maximilian-Universität München mit den Schwerpunkten polnische und russische Literatur und Ethnologie mit dem Schwerpunkt auf der Forschung von Bronisław Malinowski. In ihrer Magisterarbeit (bei Witold Kośny) „Selbstübersetzung als dritte Form der Literatur“ befasste sie sich mit dem Werk Stanisław Przybyszewskis und Tadeusz Rittners.

### Journalistin
Seit 1988 schreibt Danielewicz sowohl für deutsche als auch für polnische Zeitungen und Zeitschriften: für den Tagesspiegel (Reportagen aus dem Grenzgebiet), die Berliner Zeitung (Reportagen aus dem Grenzgebiet II), das deutsch-polnische Magazin Dialog, Polityka, Gazeta Wyborcza, Newsweek, TAZ, Der Freitag und das Stadtsprachen Magazin. Für Newsweek interviewte sie die Literaturnobelpreisträgerin Herta Müller. Für den Freitag und den Hörfunk führte sie mehrere Gespräche mit der späteren Nobelpreisträgerin Olga Tokarczuk. Für den Hörfunk und die Akademie der Künste interviewte sie mehrmals den Dichter Adam Zagajewski.

### Hörfunkjournalistin
Von 1999 bis 2009 (bis zur Schließung des Programms) war Dorota Danielewicz Korrespondentin der polnischen Sektion von Radio France International (RFI) in Berlin. Als langjährige Moderatorin und Redakteurin bei Radio MultiKulti (RBB) (1997–2008), später auch bei WDR5, verfasste sie Beiträge in polnischer und deutscher Sprache, moderierte die polnische Sendung und arbeitete als Redakteurin. Aktuell arbeitet sie mit dem Deutschlandradio Kultur zusammen.
Von 1997 bis 2012 war sie Redakteurin des monatlichen Literaturmagazins in polnischer Sprache und führte zahlreiche Interviews mit Autoren, Kunst- und Kulturschaffenden vor allem aus Polen.

### Kulturmanagerin
Gemeinsam mit Leszek Szaruga organisierte sie 1989 die erste Ausstellung der polnischen Untergrundpresse im Literarischen Colloquium Berlin. Langjährige Zusammenarbeit besteht mit zahlreichen Verlagen, darunter Suhrkamp, Hanser, C.H. Beck, Luchterhand Verlag.
Seit 1989 konzipiert, organisiert und moderiert Dorota Danielewicz literarische Veranstaltungen in verschiedenen Berliner Institutionen: Im Literarischen Colloquium Berlin konzipierte sie die Woche der polnischen Literatur mit Tadeusz Konwicki, Hanna Krall, Janusz Głowacki, Agnieszka Osiecka, Paweł Huelle, Ryszard Krynicki, (1989) sowie die Woche der polnischen Schriftstellerinnen u. a. mit Literaturnobelpreisträgerin Olga Tokarczuk, Anna Bolecka, Magdalena Tulli, Natasza Goerke, Hanna Kowalewska, Inga Iwasiów (1995). Sie wirkte 1998 an der Veranstaltung zur Sinti-und-Roma-Literatur im Literarischen Colloquium Berlin und an der Lesereihe Holocaust in der Literatur u. a. Ruth Klüger, Leon de Winter und Imre Kertész mit.
In Zusammenarbeit mit der Akademie der Künste und dem DAAD Künstlerprogramm / Berliner Künstlerprogramm des DAAD organisierte sie 1996 eine Lesung von Gustaw Herling-Grudziński und Sławomir Mrożek in der Akademie der Künste sowie im Jahr 2000 die Lesereihe KOSMOPOLEN 2000 zur polnischen Exilliteratur u. a. mit dem Literaturnobelpreisträger Czesław Miłosz.
Sie begleitete und moderierte zahlreiche Lesereisen von Hanna Krall und Ryszard Kapuściński in Deutschland sowie Lesungen weiterer polnischer Autoren.
Sie organisierte zahlreiche Veranstaltungen mit dem Literaturforum im Brecht-Haus, Künstlerhaus Wiepersdorf Literaturhaus Berlin u. a.
Im November 2021 kuratierte sie das deutsch-polnische Literaturforum UNRAST in Berlin, das Non-Fiction-Schriftsteller von beiden Seiten der Oder zusammenbrachte.

#### Juryteilnahmen u.Ä.
- Sie war Mitglied der Jury des Internationalen Ryszard-Kapuściński-Preises 2018.
- Seit 2010 ist sie Vorsitzende der Jury des deutsch-polnischen Wettbewerbes „Jugend schreibt Gedichte“, Berlin, organisiert von dem Verein Polnische Frauen in Wirtschaft und Kultur
- 2016–2010 Mitglied der Jury der Senatsverwaltung für Kulturelle Angelegenheiten/Migrationskultur in Berlin
- Ab November 2021: Förderbeiratsmitglied der DPG Berlin für den Bereich Zeitgenössische polnische Literatur
- Neben ihrer Tätigkeit als Vermittlerin polnischer Literatur in Deutschland betätigte sich Dorota Danielewicz als Botschafterin der deutschen Literatur in Polen. In zahlreichen Reisen mit deutschen Autorinnen und Autoren, Moderation und/oder Übersetzung der Veranstaltungen in Warschau und Krakau, aber auch in Rumänien, Moldawien oder der Slowakei.

## Privates
Dorota Danielewicz ist Mutter zweier Söhne. Der ältere Sohn Jan, geb. 1993 in Berlin, leidet an einer seltenen, unheilbaren Krankheit Gangliosidose (lysosomale Speichererkrankung). Diese Erfahrungen verarbeitete Dorota Danielewicz in dem Buch „Droga Jana“, Wydawnictwo Literackie, 2020 („Jans Weg“, Europa Verlag, 2022). Von der Zeitschrift Gazeta Wyborcza wurde sie zu einer der 12 kühnsten Polinnen des Jahres 2020 gekürt für die „Lektion der Empathie in ihrem Buch ‚Jans Weg‘ und das politische Engagement im Rahmen des Frauenstreiks in Polen und Berlin“.
Der jüngere Sohn Alexander ist Leader der Metalband vianova und Graphikdesigner. Der Vater ihrer Kinder, Basil Kerski, leitet das Europäische Solidarnosc-Zentrum in Gdansk.

## Publikationen

### Herausgeberin und Übersetzerin
- Mitwirkung an dem Band: Polnische Spuren in Deutschland, (Bonn, 2018)

- „Polnische Perspektiven. 200 Jahre Polen in Berlin“, (mit Krzysztof Górny) PAN Berlin und Berlin Story Verlag 2008, im Rahmen der Ausstellung „Wir, Berliner“ Autorin der Anthologie polnischer Prosa „Das Unsichtbare lieben“ (1997), Gutke Verlag 1997

### Schriftstellerin
- Jahrzehntelang war Danielewicz als Journalistin, Übersetzerin und Herausgeberin tätig, bevor sie erste eigene Bücher veröffentlichte.

- Während eines Aufenthaltes in New York City 1987/88 arbeitete sie im Department of Public Information der Vereinten Nationen.

- „Berlin. Przewodnik po duszy miasta“, W.A.B., seria terra incognita, Warszawa 2013. (Eine weitere, überarbeitete Fassung des Buches erschien 2016 auch im W.A.B. Verlag in der Empik-Serie „Poruszyć świat“.)

- „Auf der Suche nach der Seele Berlins“, Europa Verlag, Berlin, 2014, deutsche, stark überarbeitete Ausgabe:

- „Droga Jana“, Wydawnictwo Literackie 2020 (Deutsche Ausgabe unter dem Titel „Jans Weg“ 2022 im Europa Verlag)

- Antologie „Das Unsichtbare Lieben“, 1997, Köln, Gutke Verlag

- Mitwirkung an dem Band: Polnische Spuren in Deutschland, Deutsches Poleninstitut, 2018

- Berlin. Polnische Perspektiven. 200 Jahre Polen in Berlin. Zusammen mit Maciej Górny, PAN Berlin, Berlin Story Verlag, 2008

- Tanja Langer „Singvogel, rückwärts“ / „Ptak, na wspak“, zweisprachige Ausgabe im Bübüll Verlag Berlin, 2021, Übersetzung Dorota Danielewicz

| Personendaten    | Personendaten                                       |
| ---------------- | --------------------------------------------------- |
| NAME             | Danielewicz, Dorota                                 |
| KURZBESCHREIBUNG | Schriftstellerin, Journalistin, und Kulturmanagerin |
| GEBURTSDATUM     | 30. Oktober 1964                                    |
| GEBURTSORT       | Poznań/Posen                                        |